# Cornèlia Cinnil·la (esposa de Domici Ahenobarb)
Cornèlia Cinnil·la (llatí: Cornelia Cinnil·la) era una filla de Luci Corneli Cinna, germana de Cornèlia Cinnil·la i, per tant, cunyada de Gai Juli Cèsar.
Es va casar amb Gneu Domici Ahenobarb que va ser proscrit per Sul·la el 82 aC, i va fugir a Àfrica, on va morir assassinat.